# C. Thomas Howell
C. Thomas Howell, född 7 december 1966 i Los Angeles, Kalifornien, är en amerikansk skådespelare och regissör.
Han medverkade i flera framgångsrika filmer under 1980-talet. Efter en mindre roll i E.T. the Extra-Terrestrial (1982) spelade han en av huvudrollerna i Francis Ford Coppolas Outsiders (1983), för vilken han vann en Young Artist Award. Denna följdes bland annat av Grandview, U.S.A., Stridsvagnen, John Milius Röd gryning (1984), komedin Kedjebrevet (1986) och thrillern Liftaren (1986). Hans popularitet dalade sedan något men han fick framgång igen med Gettysburg (1993). Under 1990-talet medverkade han i ett flertal TV-filmer och -serier, lågbudgetfilmer och direkt till video-filmer. Han regidebuterade 1995 med filmen Timglaset. Sedan millennieskiftet har han bland annat medverkat i Gods and Generals (2003, en prequel till Gettysburg), Liftaren 2 (2003) och Hidalgo (2004) samt en rad lågbudgetfilmer, varav flera producerade av The Asylum. Åt dem har han också regisserat filmer som The Day the Earth Stopped och War of the Worlds 2: The Next Wave (båda 2008).
Howell gifte sig med skådespelerskan Rae Dawn Chong år 1989. De skilde sig året efter år 1990. Howell gifte sig med sin andra maka Sylvie Anderson år 1992. Tillsammans har paret tre barn. År 2016 ansökte Anderson om skilsmässa.

## Filmografi (urval)
- 1982 – E.T. the Extra-Terrestrial
- 1983 – Outsiders
- 1984 – Röd gryning
- 1986 – Liftaren
- 1986 – Soul Man
- 1990 – Kid
- 1993 – Gettysburg
- 1996 – Vampyrernas hemlighet (TV-serie)
- 2012 – The Amazing Spider-Man